# SunStroke Project
SunStroke Projekt (auch „Sunstroke Project“ oder „Sun Stroke Project“ geschrieben) ist eine im Jahr 2008 gegründete moldauische Band. Die Formation rechnet sich der House-Musik zu und verbindet in ihren englischsprachigen Songs Gesang mit Geigen- und Saxophon-Einlagen. Die Band gab bisher Konzerte in über 30 europäischen Städten und 40 Clubs. Gemeinsam mit der Sängerin Olia Tira vertrat sie Moldau beim Eurovision Song Contest 2010 in Oslo, 2017 vertrat sie ihr Land erneut beim Eurovision Song Contest 2017 in Kiew mit dem Song Hey Mamma. Mit dem Lied schafften sie im Gegensatz zu 2010, wo sie auf dem 22. Platz landeten, eine deutliche Verbesserung und belegten den dritten Rang.

## Bandgeschichte
Die Formation wurde im Jahr 2008 in Chișinău von dem Geiger Anton Ragoza und dem Saxophonisten Serghei Stepanov gegründet. Ragoza, der mit Auszeichnung die Musikhochschule besucht hatte, lernte Stepanov im Armeeorchester kennen. Der Bandname SunStroke Project (dt. „Sonnenstich-Projekt“) leitet sich von einem entsprechenden Erlebnis aus Ragozas Armeezeit ab, als er im Sommer angehalten wurde, mit anderen Kameraden Bäume zu stutzen.
Gemeinsam mit dem Sänger Pasha Parfeny nahm die Formation 2009 am moldauischen Vorentscheid zum Eurovision Song Contest (ESC) in Moskau teil. Zuvor hatte man sich in der ukrainischen und moldauischen Clubszene etabliert. Beim Sieg der Sängerin Nelly Ciobanu belegte SunStroke Project mit dem Titel No Crime einen dritten Platz.
2010 trat SunStroke Project mit dem englischsprachigen Song Run Away erneut beim moldauischen Vorentscheid zum ESC an. Parfeny war durch den Sänger Serghei Ialovițchii ersetzt worden. Ebenfalls schloss sich die Solokünstlerin Olia Tira der Band an, die im Jahr zuvor einen vierten Platz direkt hinter SunStroke Project erreicht hatte. Der Eurodance-Titel mit Techno-Rhythmen – gesanglich von Serghei Ialovițchii und Tira vorgetragen und unterlegt mit dem Geigenspiel Ragozas und Saxophon-Einlagen Stepanovs – gelangte nach zwei Halbfinals mit insgesamt dreißig Startern am 6. März 2010 in das Finale. Dort erhielt die Formation „SunStroke Project & Olia Tira“ die Maximalpunktzahl der Jury und Telefonabstimmung und setzte sich gegen 13 Konkurrenten durch.
SunStroke Project und Olia Tira traten mit dem Lied Run Away beim 55. Eurovision Song Contest in Oslo am 25. Mai 2010 im ersten Halbfinale an. Es gelang ihnen, sich für das vier Tage später stattfindende Finale zu qualifizieren. Dort belegten SunStroke Project und Olia Tira Platz 22 unter 25 Startern.
Mit dem Electro-House-Song Hey Mamma nahm SunStroke Project 2017 erneut am moldauischen Vorentscheid zum ESC teil. Sie erreichte nach einer knappen Abstimmung den ersten Platz und darf damit beim 62. Eurovision Song Contest in Kiew antreten. Dabei gelang es ihnen, für Moldau den dritten Platz zu erreichen. Dies war das erste Mal, dass Moldau beim ESC den dritten Platz erreicht.
Ragoza zählt Justin Timberlake zu seinen Vorbildern, Stepanov den russischen Jazz-Saxophonisten Igor Butman und Serghei Ialovițchii Michael Jackson.

## Diskografie

### Alben
- 2007: Dont’ Word More..

### EPs
- 2015: Don’t Touch the Classics, Vol. 1
- 2015: Don’t Touch the Classics, Vol. 2

### Singles
- 2010: Run Away (feat. Olia Tira)
- 2010: Sax U Up
- 2010: Rain
- 2011: Walking in the Rain
- 2012: Superman
- 2013: Party
- 2013: Walking in the Rain
- 2014: Amor
- 2014: Sunshine
- 2015: Not Giving It Up
- 2016: Day After Day
- 2016: Dam Dam Dam
- 2016: Maria Juana
- 2016: Lonely
- 2016: Home
- 2017: Hey Mamma
- 2017: Sun Gets Down
- 2018: I Want You
- 2018: Armor
- 2019: Boomerang
- 2019: Mango
- 2019: D.F.M.M
- 2019: Росомаха
- 2020: Pepperoni
- 2020: Расстреляй Любовью
- 2020: Shake It
- 2021: Белое
- 2021: Cosa Nostra
- 2021: Netflix & Chill

### Gastbeiträge
- 2011: Bad Girls (mit Olia Tira)
- 2013: Go On (mit Jucătoru)
- 2014: азорву мечты (mit Mila Kulikova)
- 2018: Tocame (mit Timebelle)

## Internet-Meme
Rund um ein kurzes Saxophonsolo von Serghei Stepanov beim Beitrag zum Eurovision Song Contest 2010 entwickelte sich eine lebhafte Fangemeinde im Internet, welche die Szene als „Epic Sax Guy“ feierte, und durch zahlreiche Remixes, iPhone- und Android-Apps würdigte.
Infolge des zweiten Auftritts beim Eurovision Song Contest 2017 und einer erneuten Saxophon-Einlage Stepanovs erreichte das Interesse am Internet-Meme im Mai 2017 seinen bisherigen Höhepunkt. Laut knowyourmeme.com wird Stepanov mittlerweile als „Ultra Sax Guy“ gefeiert und in zahlreichen Videos geehrt, die seine Soli in Dauerschleife laufen lassen oder beide Auftritte gegenüberstellen.
Bei der Punktevergabe der moldawischen Jury beim ESC 2021 vergab der „Epic Sax Guy“, wie er auch von der Moderatorin angekündigt wurde, die Punkte. Vor der Punktevergabe spielte er auch kurz die Melodie des bekannten Saxophon-Solos auf dem Saxophon.